# Przybrodzin
Przybrodzin (niem. Imsee) – wieś w Polsce położona w województwie wielkopolskim, w powiecie słupeckim, w gminie Powidz. Miejscowość położona jest nad Jeziorem Powidzkim.
W latach 1975–1998 miejscowość administracyjnie należała do województwa konińskiego.
Najstarsze pisemne wzmianki z XV wieku wskazują, że wieś nazywała się pierwotnie Przebrodzino. Nazwa ta wywodzona jest od wyrażenia prze bród oznaczającego ‘za brodem’, odnoszącego się do położenia miejscowości na przesmyku między Jeziorem Powidzkim i jeziorem Niedzięgiel.
We wsi jest przystanek kolei wąskotorowej Przybrodzin.